# William Maxwell (piłkarz)
William Sturrock Maxwell (ur. 21 września 1876 w Arbroath, zm. 14 lipca 1940 w Bristolu) – szkocki piłkarz grający na pozycji napastnika, a następnie trener. Był reprezentantem Szkocji.

## Kariera klubowa
Swoją karierę piłkarską Maxwell rozpoczął w klubie Arbroath, w którym grał w latach 1893–1894. Następnie w sezonie 1894/1895 grał w Hearts, który został mistrzem kraju i w Dundee. W latach 1895–1901 był zawodnikiem Stoke, a w sezonie 1901/1902 – Third Lanark. W sezonie 1902/1903 występował w Sunderlandzie, a w latach 1903–1905 w Millwall Athletic. W latach 1905–1908 był piłkarzem klubu Bristol City, z którym w sezonie 1906/1907 sięgnął po wicemistrzostwo Anglii.

## Kariera reprezentacyjna
W reprezentacji Szkocji Maxwell zadebiutował 2 kwietnia 1898 w przegranym 1:3 towarzyskim meczu z Anglią, rozegranym w Glasgow. Był to jego jedyny mecz w kadrze narodowej.

## Kariera trenerska
Po zakończeniu kariery piłkarskiej Maxwell pracował jako trener. W latach 1910–1913 i 1920-1928 był selekcjonerem reprezentacji Belgii, którą prowadził na Igrzyskach Olimpijskich w Antwerpii oraz Igrzyskach Olimpijskich w Paryżu i doprowadził ją do zdobycia złotego medalu na tych pierwszych. Następnie prowadził Cercle Brugge w latach 1937–1938.